# Chữ Pahawh Hmông
Chữ Pahawh Hmông (RPA: Phajhauj Hmoob, Chữ Hmông Việt: Faxhâux Hmôngz, IPA: pʰâ hâu m̥ɔ́ŋ, còn được gọi là Ntawv Pahawh, Ntawv Keeb, Ntawv Caub Fab, Ntawv Soob Lwj) là một bộ chữ bán âm tiết bản địa, được Yang Shong Lue  phát minh vào năm 1959, dành cho viết hai thổ ngữ Hmông là Hmông trắng (Hmong Daw, RPA: Hmoob Dawb) và Hmông xanh (Hmong Njua hay H'mong Leng, RPA: Hmoob Leeg).

Chữ Pahawh Hmông trong bảng Unicode

Bộ chữ Pahawh Hmông Lưu trữ ngày 2 tháng 7 năm 2015 tại Wayback Machine hiện có mã unicode là U+16B00–U+16B8F .

## Lịch sử
Chữ Pahawh Hmông là sản phẩm của một phong trào thiên sai bản xứ, dựa trên ý tưởng rằng trong suốt lịch sử thì Chúa Trời đã ban sức mạnh cho người Hmông thông qua những món quà là chữ viết, và rồi đã thu hồi nó như là sự trừng phạt của Chúa Trời.
Năm 1959 Yang Shong Lue (RPA: Yaj Soob Lwj), một lãnh đạo tinh thần người Hmông ở Lào tạo ra chữ Pahawh. Yang là một nông dân mù chữ, trước đây không biết chữ của một ngôn ngữ nào. Sinh ra tại bản Fi Tong (Huồi Tụ) vùng tây Nghệ An (Nay thuộc xã Huồi Tụ, huyện Kỳ Sơn), miền Bắc Việt Nam, giáp với vùng Nong Het của Lào. Vào năm 1959, ông đã xưng là Con Chúa Trời, Đấng Cứu thế của người Hmông và Khmu, và Đức Chúa Trời đã tiết lộ chữ Pahawh cho ông, để khôi phục lại chữ viết cho những người Hmông và Khmu .
Trong mười hai năm tiếp theo, ông và các đệ tử của ông đã dạy nó như một phần của một phong trào phục hưng văn hóa dân tộc Hmông, chủ yếu ở Lào sau khi Yang chạy trốn khỏi bắc Việt Nam. Phiên bản Khmu dường như đã biến mất. Bản tiếng Hmông liên tục được sửa đổi, có tới bốn phiên bản ngày càng tinh tế hơn.
Tuy nhiên ảnh hưởng của Yang ngày càng tăng, dẫn đến nghi kỵ từ các nhóm người Hmông hỗ trợ Chính phủ Hoàng gia Lào, bao gồm cả các thành viên của quân đội Vang Pao. Năm 1971 nhằm ngăn chặn sư cạnh tranh và chống đối, tướng Vang Pao đã dùng cả hối lộ và ra lệnh cho Yang Nos Toom (Zax Naos Tôngv) ám sát Yang Shong Lue ở bản Nam Chia .
Các hiểu biết về giai đoạn sau của chữ Pahawh được biết đến thông qua đệ tử là Vang Chia Koua, người trao đổi thư từ với Yang khi còn ở trong tù .

## Âm vị

### Nguyên âm
| 𖬀𖬶          | 𖬀            | 𖬀𖬰            | 𖬀𖬲            | 𖬁          | 𖬁𖬰          | 𖬁𖬲              |
| ---------- | ------------ | ------------ | ------------ | ---------- | ---------- | -------------- |
| Keeb Cênhz | Keem Cênhv   | Keej Cênhx   | Keev Cênhr   | Kee Cênh   | Kees Cênhs | Keeg Cênhl     |
| [ẽ˥ / eŋ˥] | [ẽˀ˩ / eŋˀ˩] | [ẽ˦˥ / eŋ˦˥] | [ẽ˥˧ / eŋ˥˧] | [ẽ˦ / eŋ˦] | [ẽ˦ / eŋ˨] | [ẽ˧˦˥ / eŋ˧˦˥] |
| 𖬂𖬲          | 𖬂            | 𖬂𖬰            | 𖬂𖬶            | 𖬃          | 𖬃𖬰          | 𖬃𖬲              |
| Kib Ciz    | Kim Civ      | Kij Cix      | Kiv Cir      | Ki Ci      | Kis Cis    | Kig Cil        |
| [i˥]       | [iˀ˩]        | [i˦˥]        | [i˥˧]        | [i˦]       | [i˨]       | [i˧˦˥]         |
| 𖬄𖬰          | 𖬄            | 𖬄𖬶            | 𖬄𖬲            | 𖬅          | 𖬅𖬰          | 𖬅𖬲              |
| Kaub Câuz  | Kaum Câuv    | Kauj Câux    | Kauv Câur    | Kau Câu    | Kaus Câus  | Kaug Câul      |
| [au̯˥]      | [au̯ˀ˩]       | [au̯˦˥]       | [au̯˥˧]       | [au̯˦]      | [au̯˨]      | [au̯˧˦˥]        |
| 𖬆𖬰          | 𖬆            | 𖬆𖬶            | 𖬆𖬲            | 𖬇          | 𖬇𖬰          | 𖬇𖬲              |
| Kub Cub    | Kum Cuv      | Kuj Cux      | Kuv Cur      | Ku Cu      | Kus Cus    | Kug Cul        |
| [u˥]       | [uˀ˩]        | [u˦˥]        | [u˥˧]        | [u˦]       | [u˨]       | [u˧˦˥]         |
| 𖬈𖬰          | 𖬈            | 𖬈𖬲            | 𖬉            | 𖬉𖬰          | 𖬉𖬲          | 𖬉𖬶              |
| Keb Cêz    | Kem Cêl      | Kej Cêx      | Kev Cêr      | Ke Cê      | Kes Cês    | Keg Cêl        |
| [e˥]       | [eˀ˩]        | [e˦˥]        | [e˥˧]        | [e˦]       | [e˨]       | [e˧˦˥]         |
| 𖬊𖬰          | 𖬊            | 𖬊𖬶            | 𖬊𖬲            | 𖬋          | 𖬋𖬰          | 𖬋𖬲              |
| Kaib Caiz  | Kaim Caiv    | Kaij Caix    | Kaiv Cair    | Kai Cai    | Kais Cais  | Kaig Cail      |
| [ai̪˥]      | [ai̪ˀ˩]       | [ai̪˦˥]       | [ai̪˥˧]       | [ai̪˦]      | [ai̪˨]      | [ai̪˧˦˥]        |
| 𖬌          | 𖬌𖬰            | 𖬌𖬲            | 𖬍𖬰            | 𖬍          | 𖬍𖬲          | 𖬍𖬶              |
| Koob Côngz | Koom Côngv   | Kooj Côngx   | Koov Côngr   | Koo Công   | Koos Côngs | Koog Côngl     |
| [ɔ̃˥ / ɔŋ˥] | [ɔ̃ˀ˩ / ɔŋˀ˩] | [ɔ̃˦˥ / ɔŋ˦˥] | [ɔ̃˥˧ / ɔŋ˥˧] | [ɔ̃˦ / ɔŋ˦] | [ɔ̃˨ / ɔŋ˨] | [ɔ̃˧˦˥ / ɔŋ˧˦˥] |
| 𖬎          | 𖬎𖬰            | 𖬎𖬲            | 𖬎𖬶            | 𖬏          | 𖬏𖬰          | 𖬏𖬲              |
| Kawb Cơưz  | Kawm Cơưv    | Kawj Cơưx    | Kawv Cơưr    | Kaw Cơư    | Kaws Cơưs  | Kawg Cơưl      |
| [aɨ̪˥]      | [aɨ̪ˀ˩]       | [aɨ̪˦˥]       | [aɨ̪˥˧]       | [aɨ̪˦]      | [aɨ̪˨]      | [aɨ̪˧˦˥]        |
| 𖬐𖬶          | 𖬐            | 𖬐𖬰            | 𖬐𖬲            | 𖬑          | 𖬑𖬲          | 𖬑𖬶              |
| Kuab Cuôb  | Kuam Cuôv    | Kuaj Cuôx    | Kuav Cuôr    | Kua Cuô    | Kuas Cuôs  | Kuag Cuôl      |
| [u̯ə˥]      | [u̯əˀ˩]       | [u̯ə˦˥]       | [u̯ə˥˧]       | [u̯ə˦]      | [u̯ə˨]      | [u̯ə˧˦˥]        |
| 𖬒𖬰          | 𖬒            | 𖬒𖬲            | 𖬒𖬶            | 𖬓𖬰          | 𖬓𖬲          | 𖬓              |
| Kob C(a)oz | Kom C(a)ov   | Koj C(a)ox   | Kov C(a)or   | Ko C(a)o   | Kos C(a)os | Kog C(a)ol     |
| [ɔ˥]       | [ɔˀ˩]        | [ɔ˦˥]        | [ɔ˥˧]        | [ɔ˦]       | [ɔ˨]       | [ɔ˧˦˥]         |
| 𖬔          | 𖬔𖬰            | 𖬔𖬶            | 𖬔𖬲            | 𖬕          | 𖬕𖬰          | 𖬕𖬲              |
| Kiab Ciêz  | Kiam Ciêv    | Kiaj Ciêx    | Kiav Ciêr    | Kia Ciê    | Kias Ciês  | Kiag Ciêl      |
| [i̯ə˥]      | [i̯əˀ˩]       | [i̯ə˦˥]       | [i̯ə˥˧]       | [i̯ə˦]      | [i̯ə˨]      | [i̯ə˧˦˥]        |
| 𖬖𖬲          | 𖬖            | 𖬖𖬰            | 𖬗            | 𖬗𖬰          | 𖬗𖬲          | 𖬗𖬶              |
| Kab Caz    | Kam Cav      | Kaj Cax      | Kav Car      | Ka Ca      | Kas Cas    | Kag Cal        |
| [a˥]       | [aˀ˩]        | [a˦˥]        | [a˥˧]        | [a˦]       | [a˨]       | [a˧˦˥]         |
| 𖬘𖬰          | 𖬘            | 𖬘𖬲            | 𖬙            | 𖬙𖬰          | 𖬙𖬲          | 𖬙𖬶              |
| Kwb Cưz    | Kwm Cưv      | Kwj Cưx      | Kwv Cưr      | Kw Cư      | Kws Cưs    | Kwg Cưl        |
| [ɨ˥]       | [ɨˀ˩]        | [ɨ˦˥]        | [ɨ˥˧]        | [ɨ˦]       | [ɨ˨]       | [ɨ˧˦˥]         |
| 𖬚𖬲          | 𖬚            | 𖬚𖬰            | 𖬛            | 𖬛𖬰          | 𖬛𖬲          | 𖬛𖬶              |
| Kaab Cangz | Kaam Cangv   | Kaaj Cangx   | Kaav Cangr   | Kaa Cang   | Kaas Cangs | Kaag Cangl     |
| [ã˥/aŋ˥]   | [ãˀ˩/aŋˀ˩]   | [a˦˥/aŋ˦˥]   | [a˥˧/aŋ˥˧]   | [a˦/aŋ˦]   | [a˨/aŋ˨]   | [a˧˦˥/aŋ˧˦˥]   |

### Phụ âm
| 𖬜          | 𖬜𖬰           | 𖬜𖬵            | 𖬝           | 𖬝𖬰             | 𖬝𖬵            |
| ---------- | ----------- | ------------ | ----------- | ------------- | ------------ |
| Vau Vâu    | Nrau Râu    | Fau Phâu     | Ntsau Ntsâu | Tsau Tsâu     | Phau Fâu     |
| [v-]       | [ɳʈ-]       | [F-]         | [ntʃ-]      | [tʃ-]         | [pʰ-]        |
| 𖬢          | 𖬢𖬰           | 𖬢𖬵            | 𖬞           | 𖬞𖬰             | 𖬞𖬵            |
| Nkau Gâu   | Ntxau Nzâu  | Rhau Rhâu    | Lau Lâu     | Dau Đâu       | Dhau Đhâu    |
| [ŋk-]      | [ⁿdz-]      | [tʰ-]        | [L-]        | [ʔd-]         | [ʔdʰ-]       |
| 𖬡          | 𖬡𖬰           | 𖬡𖬵            | 𖬩           | 𖬩𖬰             | 𖬩𖬵            |
| Rau Trâu   | Nphau Mfâu  | Nplhau Mflâu | Hnau Hnâu   | Khau Khâu     | Ntau Ntâu    |
| [t-]       | [mpʰ-]      | [mpʰl-]      | [ʰn̥-]       | [kʰ-]         | [nt-]        |
| 𖬬          | 𖬬𖬰           | 𖬬𖬵            | 𖬠           | 𖬠𖬰             | 𖬠𖬵            |
| Nau Nâu    | Nqau Ngâu   | Nqhau Nkrâu  | Mlau Mnâu   | Hmlau Hmnâu   | Gau Ghâu     |
| [n-]       | [nq-]       | [nqʰ-]       | [ml-]       | [ʰml-]        | [ŋ-]         |
| 𖬮          | 𖬮𖬰           | 𖬮𖬵            | 𖬯           | 𖬯𖬰             | 𖬯𖬵            |
| Xau Xâu    | Au Âu       | Nyau Nhâu    | Cau Châu    | Ntshau Ntshâu | Txau Txâu    |
| [s-]       | [au]        | [ɲ-]         | [c-]        | [ntʃʰ-]       | [ts-]        |
| 𖬥          | 𖬥𖬰           | 𖬥𖬵            | 𖬤           | 𖬤𖬰             | 𖬤𖬵            |
| Hlau Hlâu  | Zau Jâu     | Ntxhau Nxâu  | Yau Zâu     | Ncau Ndâu     | Sau Sâu      |
| [ʰl-]      | [ʒ-]        | [ntsʰ-]      | [j-]        | [ɲc-]         | [ʃ-]         |
| 𖬦          | 𖬦𖬰           | 𖬦𖬵            | 𖬟           | 𖬟𖬰             | 𖬟𖬵            |
| Mau Mâu    | Txhau Cxâu  | Qau Kâu      | Hau Hâu     | Thau Thâu     | Plau Plâu    |
| [m-]       | [tsʰ-]      | [q-]         | [h-]        | [tʰ-]         | [pl-]        |
| 𖬪          | 𖬪𖬰           | 𖬪𖬵            | 𖬫           | 𖬫𖬰             | 𖬫𖬵            |
| Plhau Flâu | Tshau Tshâu | Pau Pâu      | Nthau Nthâu | Nplau Blâu    | Nkhau Nkhâu  |
| [pʰl-]     | [tʃʰ-]      | [p-]         | [ntʰ-]      | [mpl-]        | [ŋkʰ-]       |
| 𖬧          | 𖬧𖬰           | 𖬧𖬵            | 𖬨           | 𖬨𖬰             | 𖬨𖬵            |
| Chau Qâu   | Xyau Shâu   | Tau Tâu      | Nchau Nqâu  | Nrhau Nrâu    | Npau Bâu     |
| [ch-]      | [ç-]        | [t-]         | [ɲcʰ-]      | [ɳtʰ-]        | [mb-]        |
| 𖬣          | 𖬣𖬰           | 𖬣𖬵            | 𖬭           | 𖬭𖬰             | 𖬭𖬵            |
| Qhau Qhâu  | Hnyau Hnhâu | Hmau Hmâu    | 'au 'âu     | Ndlau Nđrâu   | Ndlhau Nđlâu |
| [qh-]      | [ʰɲ-]       | [ʰm-]        | [ø]         | [ndl-]        | [ndʰl-]      |

## Mã Unicode
| Bảng Unicode chữ Pahawh Hmông Official Unicode Consortium code chart: Pahawh Hmong Version 13.0 |   |   |   |   |   |   |   |   |   |   |   |   |   |   |   |   |
|                                                                                                 | 0 | 1 | 2 | 3 | 4 | 5 | 6 | 7 | 8 | 9 | A | B | C | D | E | F |
| U+16B0x                                                                                         | 𖬀 | 𖬁 | 𖬂 | 𖬃 | 𖬄 | 𖬅 | 𖬆 | 𖬇 | 𖬈 | 𖬉 | 𖬊 | 𖬋 | 𖬌 | 𖬍 | 𖬎 | 𖬏 |
| U+16B1x                                                                                         | 𖬐 | 𖬑 | 𖬒 | 𖬓 | 𖬔 | 𖬕 | 𖬖 | 𖬗 | 𖬘 | 𖬙 | 𖬚 | 𖬛 | 𖬜 | 𖬝 | 𖬞 | 𖬟 |
| U+16B2x                                                                                         | 𖬠 | 𖬡 | 𖬢 | 𖬣 | 𖬤 | 𖬥 | 𖬦 | 𖬧 | 𖬨 | 𖬩 | 𖬪 | 𖬫 | 𖬬 | 𖬭 | 𖬮 | 𖬯 |
| U+16B3x                                                                                         | 𖬰  | 𖬱  | 𖬲  | 𖬳  | 𖬴  | 𖬵  | 𖬶  | 𖬷 | 𖬸 | 𖬹 | 𖬺 | 𖬻 | 𖬼 | 𖬽 | 𖬾 | 𖬿 |
| U+16B4x                                                                                         | 𖭀 | 𖭁 | 𖭂 | 𖭃 | 𖭄 | 𖭅 |   |   |   |   |   |   |   |   |   |   |
| U+16B5x                                                                                         | 𖭐 | 𖭑 | 𖭒 | 𖭓 | 𖭔 | 𖭕 | 𖭖 | 𖭗 | 𖭘 | 𖭙 |   | 𖭛 | 𖭜 | 𖭝 | 𖭞 | 𖭟 |
| U+16B6x                                                                                         | 𖭠 | 𖭡 |   | 𖭣 | 𖭤 | 𖭥 | 𖭦 | 𖭧 | 𖭨 | 𖭩 | 𖭪 | 𖭫 | 𖭬 | 𖭭 | 𖭮 | 𖭯 |
| U+16B7x                                                                                         | 𖭰 | 𖭱 | 𖭲 | 𖭳 | 𖭴 | 𖭵 | 𖭶 | 𖭷 |   |   |   |   |   | 𖭽 | 𖭾 | 𖭿 |
| U+16B8x                                                                                         | 𖮀 | 𖮁 | 𖮂 | 𖮃 | 𖮄 | 𖮅 | 𖮆 | 𖮇 | 𖮈 | 𖮉 | 𖮊 | 𖮋 | 𖮌 | 𖮍 | 𖮎 | 𖮏 |